# Bindo
Bindo – miasto w Angoli, w prowincji Kwanza Północna.